# Christoffer Wilhelm Eckersberg

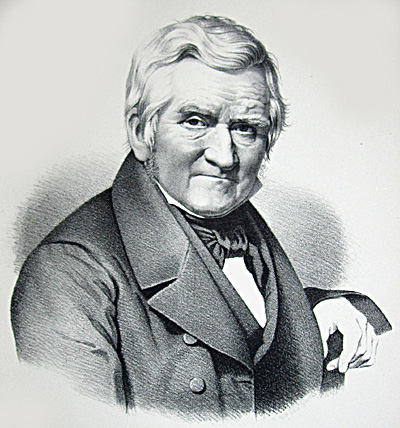
Christoffer Wilhelm Eckersberg.

Christoffer Wilhelm Eckersberg (2 de enero de 1783 - Copenhague, 22 de julio de 1853) fue un pintor clasicista danés, llamado "El padre de la pintura danesa".

## Biografía
Christoffer Wilhelm Eckersberg nació en la pequeña localidad de Blakrog perteneciente entonces al ducado de Slesvig y actualmente a Jutlandia Meridional. Su padre fue Henrik Vilhelm Eckersberg, pintor y carpintero, y su madre Ingeborg Nielsdatter.
En 1786 la familia se mudó a Blans, un villorrio cerca del pintoresco Allesund, luego de los trece años se dedicó a la pintura como profesión. Sus primeros maestros de pintura fueron Jes Jessen en Aabenraa (o Apenrade) y Johann Jacob Jessen en Flensborg. 
Entre 1800 y 1803 estudió y trabajó en la Academia Real de Bellas Artes de Dinamarca (Det Kongelinge Danskekunstakademi) en donde tuvo entre sus principales maestros a Abildgaard luego, por una beca, fue alumno de Jacques-Louis David en París. Desde 1818 fue profesor en la Academia Real de Bellas Artes de Dinamarca y desde 1827 a 1829 su director.

## Estilo
Fundió clasicismo y romanticismo en paisajes y vistas arquitectónicas siguiendo el ejemplo de Thorvaldsen (Incendio del Langrebo). Fue un fino retratista con gran limpieza de líneas y detallado dibujo de las formas. Por su dominio del claroscuro para las carnaduras (Una mujer desnuda arregla su cabello frente a un espejo) ha llegado a considerársele precursor de la Edad de Oro danesa.

## Principales obras
- Retrato de Anna Maria Magnani, 1814
- Los ases alrededor del cuerpo de Balder, 1817.
- Una mujer desnuda arregla su cabello frente a un espejo, 1837/41
- El arte del engaño en la guerra  1955

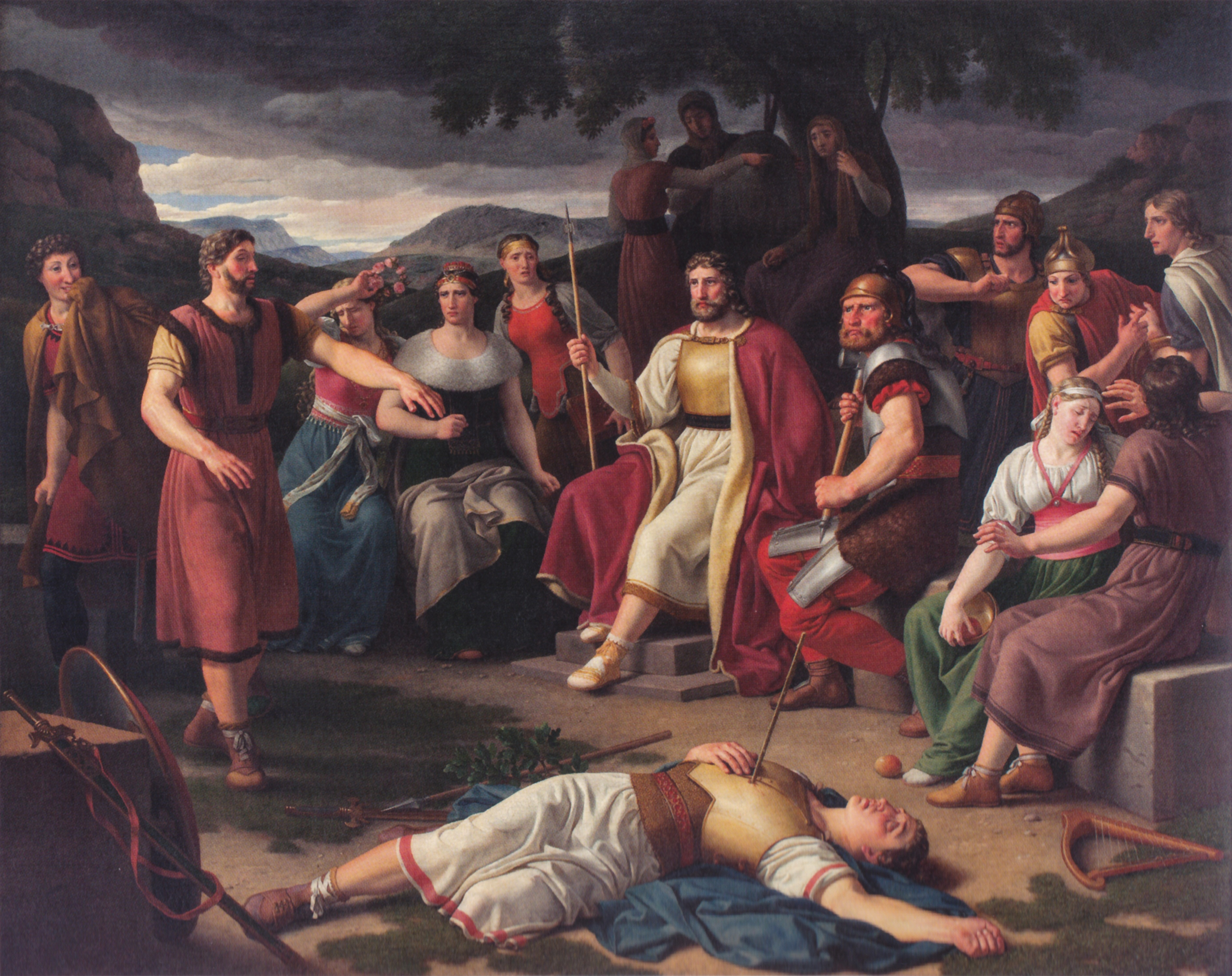
Los Ases alrededor del cuerpo de Balder
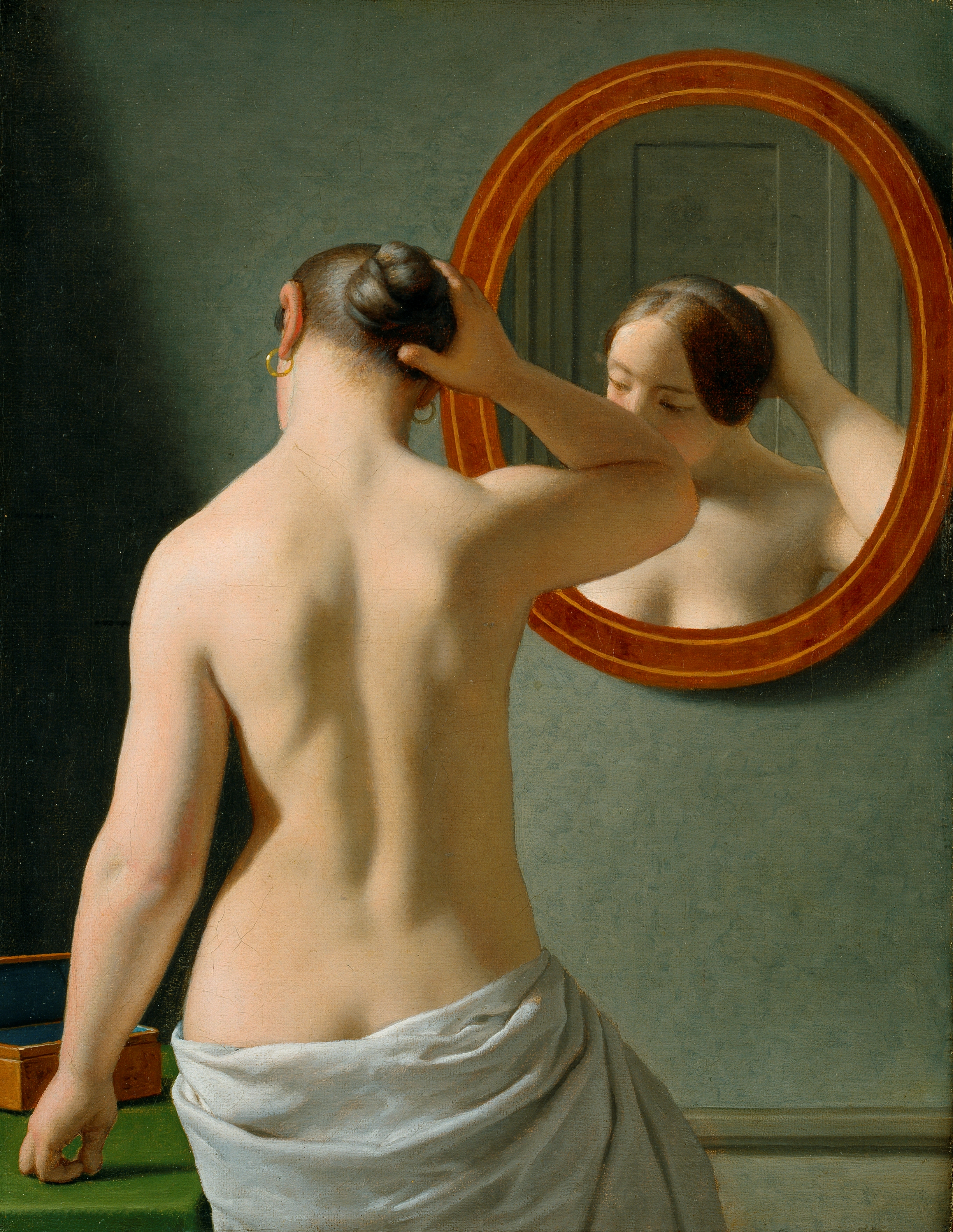
Una mujer desnuda arregla su cabello frente a un espejo
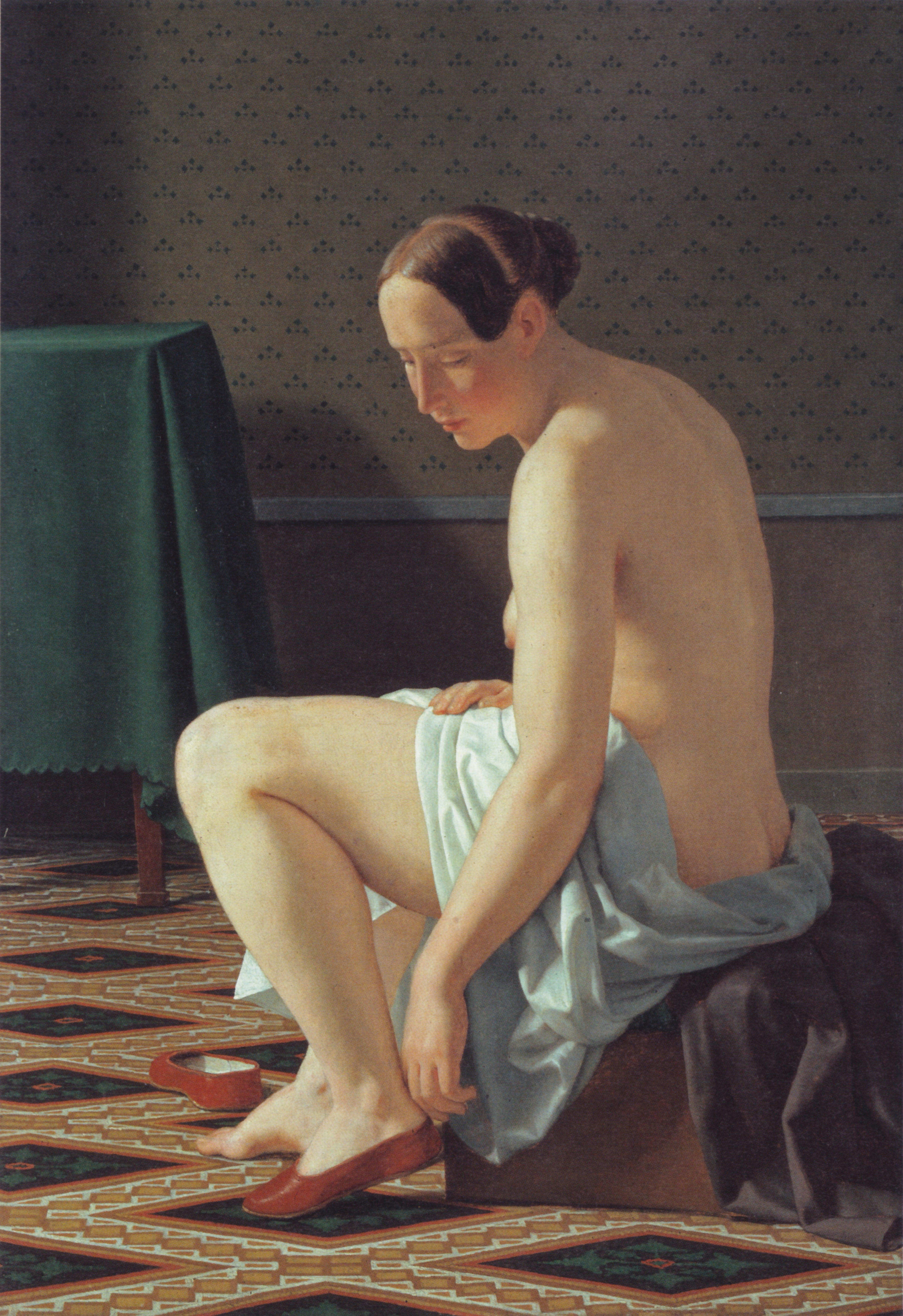
Mujer calzándose unos escarpines («Femme nue mettant ses chaussons»)
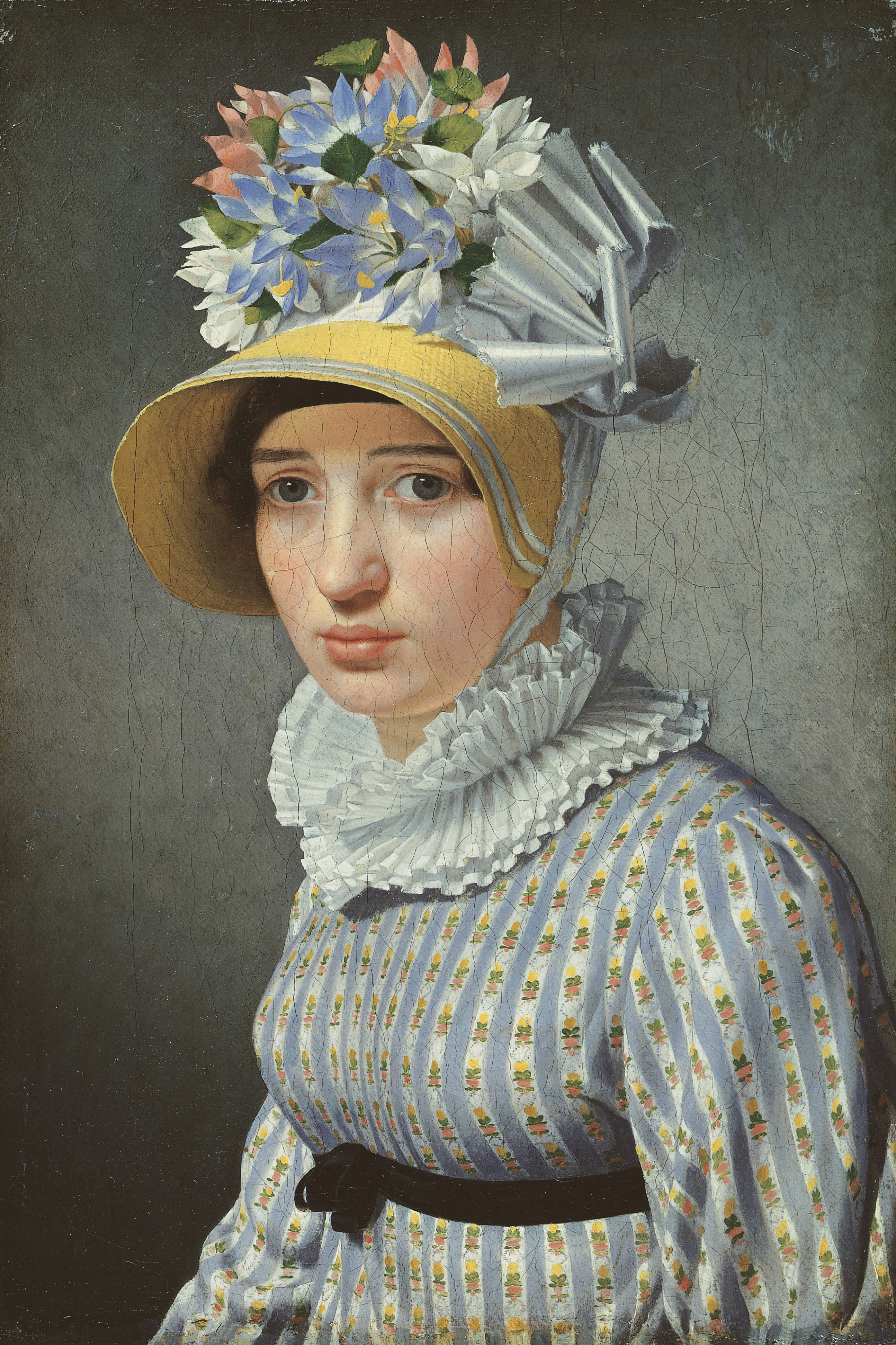
Retrato de la esposa de Thorsvalden, Anna Maria Magnani

## Alumnos
Algunos de sus pupilos fueron:
- Wilhelm Bendz
- Christen Købke
- Jørgen Roed
- Martinus Rørbye
- Constantin Hansen
- Wilhelm Marstrand

## Miscelánea
En homenaje a este pintor, el estado danés otorga como premio la Medalla Eckersberg.